# 1531
1531 је била проста година.

## Догађаји

### Јануар
- 17. јануар — По наређењу папе Клемента VII, у португалској престоници Лисабону установљена инквизиција.

### Фебруар
- 26. фебруар — У земљотресу у Португалу погинуло неколико десетина хиљада људи, срушен велики део Лисабона и неколико других градова.
- 27. фебруар — Шмалкалдски савез или Шмалкалдска лига, одбрамбени савез су основали протестантски кнезови да би се супротставили католичким снагама и Карлу V. Име је добио по граду Шмалкалдену, смештеном у данашњој Тирингији.

### Октобар
- 11. октобар — Војска швајцарских католичких кантона поразила је код Капела снаге града Цириха и његових протестантских савезника.

## Смрти
- 6. март — Педро Аријас де Авила, шпански конкистадор.